# 빅토르 암바르추먄
빅토르 아마자스포비치 암바르추먄(러시아어: Виктор Амазаспович Амбарцумян, 1908년 9월 18일 ~ 1996년 8월 12일)은 소비에트 아르메니아인 천체물리학자이자 과학관리자이다. 20세기 최고의 천문학자들 중 한 명인 그는 소련의 이론천체물리학의 설립자로 간주된다.
국립 상트페테르부르크 대학교에서 교육을 받았다. 아르메니아 소비에트 사회주의 공화국으로 이동하여 1946년 뷰라칸 천문대(Byurakan Observatory)를 세웠다.